# Amolops jaunsari
Amolops jaunsari es una especie de anfibio anuro de la familia Ranidae. Solo se conoce de una zona a 500 metros de altitud del distrito de Dehradun en el estado de Uttarakhand al norte de la India. Se conoce muy poco sobre esta especie, pero se cree que habita en arroyos montanos.